# Per una buona causa
Per una buona causa (In a Good Cause—) è un racconto di fantascienza di Isaac Asimov pubblicato per la prima volta nel 1951 nell'antologia New Tales of Space and Time.
Successivamente è stato incluso nella raccolta Antologia personale (Nightfall and Other Stories) del 1969.
È stato pubblicato per la prima volta in italiano nel 1964 col titolo In una buona causa e successivamente ristampato come Per una buona causa.

## Trama
Nell'anno 2755 dell'"Era Atomica", una statua nella zona dell'Organizzazione dei Mondi Uniti è dedicata a Richard "Dick" Altmayer. Su questa statua sono presenti una citazione e tre date, che corrispondono ai tre giorni in cui Altmayer è stato arrestato per le sue convinzioni.
Altmayer e il suo amico Geoffrey Stock si arruolano nell'esercito per una guerra tra sistemi stellari abitati da uomini, ma mentre Stock difende con convinzione il dovere di combattere, Altmayer è critico. Egli sostiene che le varie nazioni interstellari create dall'uomo dovrebbero in realtà unirsi per combattere contro i Diaboli, una razza extraterrestre intelligente che, al pari degli umani, occupa molti sistemi planetari nella galassia.
Dopo 45 anni, Stock fa carriera militare e poi politica, mentre Altmayer viene incarcerato e tenuto agli arresti domiciliari più volte a causa delle sue idee radicali. Egli promuove movimenti e partiti politici di protesta, che però falliscono tutti nel suo proposito di unire l'umanità.
Alla fine, il sogno di Altmayer di un'umanità unita viene raggiunto dopo una guerra contro i Diaboli. Tale unità, tuttavia, è stata raggiunta solo attraverso le manovre politiche di Stock piuttosto che con le azioni idealistiche di Altmayer. Stock chiede al suo amico di un tempo di far parte della delegazione terrestre alla conferenza di pace, comprendendo che la storia non ricorderà il suo ruolo nell'unificazione dell'umanità ma lo dipingerà piuttosto come un politico crudele e poco lungimirante.